# Paul Schiller
Pour les articles homonymes, voir Schiller.
Paul Schiller (né le 11 juillet 1903 à Prague, alors dans l'Empire austro-hongrois aujourd'hui en République tchèque et mort le 19 septembre 1977  à Los Angeles, en Californie, aux États-Unis) est un réalisateur et scénariste tchèque de cinéma.

## Biographie
Paul Schiller a commencé sa carrière de scénariste en Tchécoslovaquie et en Allemagne avant de travailler essentiellement en France pour des productions internationales (franco-germano-anglo-américaines) souvent réalisées dans les studios Paramount de Joinville-le-Pont.

## Filmographie

### Comme scénariste
- 1929 : Aufruhr des Blutes de Victor Trivas
- 1930 : Ehestreik (Manzelská stávka) de Carl Boese
- 1931 : Die nackte Wahrheit de Karl Anton
- 1931 : Rien que la vérité de René Guissart
- 1932 : Criez-le sur les toits de Karl Anton
- 1932 : Maquillage de Karl Anton
- 1933 : Un fil à la patte de Karl Anton (coscénarisé avec Léopold Marchand d'après la pièce de Georges Feydeau)
- 1933 : Le chasseur de chez Maxim's de Karl Anton
- 1933 : Rien que des mensonges de Karl Anton
- 1933 : Jsem devce s certem v tele de Karl Anton
- 1933 : Matricule 33 de Karl Anton
- 1933 : Un soir de réveillon de Karl Anton
- 1933 : Les Surprises du sleeping de Karl Anton (coscénarisé avec et d'après l'opérette d'Alex Madis)
- 1934 : Mam'zelle Spahi de Max de Vaucorbeil
- 1934 : Le Prince Jean de Jean de Marguenat
- 1934 : La Cinquième Empreinte de Karl Anton
- 1935 : Parlez-moi d'amour de René Guissart
- 1936 : Le Vertige de Paul Schiller (coscénarisé avec Paul Fékété et René Guissart)
- 1936 : La Dernière Valse de Leo Mittler
- 1937 : The Street Singer de Jean de Marguenat
- 1938 : Les Deux combinards de Jacques Houssin
- 1940 : Marseille mes amours de Jacques Daniel-Norman

### Comme réalisateur
- 1936 : Le Vertige
- 1939 : Serge Panine, coréalisé avec Charles Méré

### Comme acteur
- 1932 : Simone est comme ça de Karl Anton